# Nota bene
Nota bene latinski je izraz čiji doslovni prijevod znači "ubilježi dobro" odnosno upamti, zapamti dobro; govori se (rjeđe) i piše (češće) kad se želi naglasiti neka tvrdnja, izjava ili slično, pri čemu joj se pridaje naročita važnost. Upotrebljava se uglavnom u udžbenicima i pravnim dokumentima, često kao kratica N.B. ili n.b.